# Montes Dore
Los montes Dore (en francés: Monts Dore) son un macizo montañoso de Francia, parte del Macizo Central, en el departamento de Puy-de-Dôme, en  la región de  Auvernia-Ródano-Alpes. Es una zona muy pintoresca, salpicada de lagos, de balnearios de aguas termales, de iglesias románicas, y forma parte del parque natural regional de los Volcanes de Auvernia.

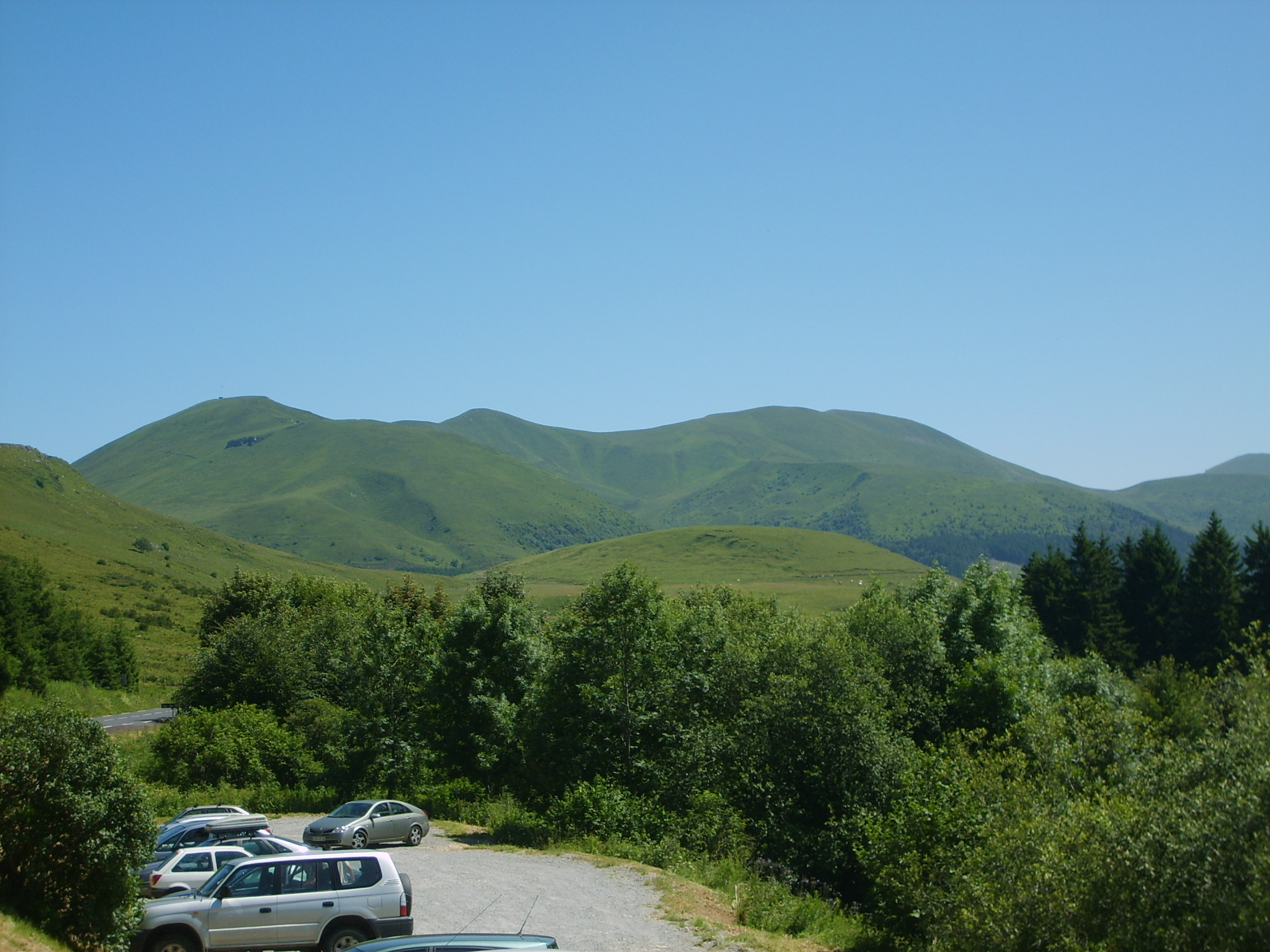
Monts Dore.

En la zona se fabrica el queso Saint-Nectaire, se practica el esquí en invierno y el senderismo en verano.

## Origen
Es un macizo montañoso de origen volcánico más antiguo que la Chaîne des Puys, ya que data de la era terciaria. En principio tenía una altitud de unos 2500 metros, que se ha ido erosionando en el transcurso del tiempo.

## Principales cumbres
El macizo de los Montes Dore está formado por tres importantes volcanes:
- el pico de Sancy, 1885 metros de altitud, es el más alto de la cadena, y el más alto del Macizo Central. Se llega a la cumbre con un teleférico, después se asciende un sendero escalonado, de 1136 escalones. En invierno se practica el esquí de pista.

- La Banne d’Ordanche, 1512 metros de altitud, el término Banne es un término auvernés que significa cuerno. Son los restos de la chimenea del antiguo volcán.

- L’Aguiller, 1547 metros de altitud, es el menos conocido de los tres.

## Otras curiosidades volcánicas

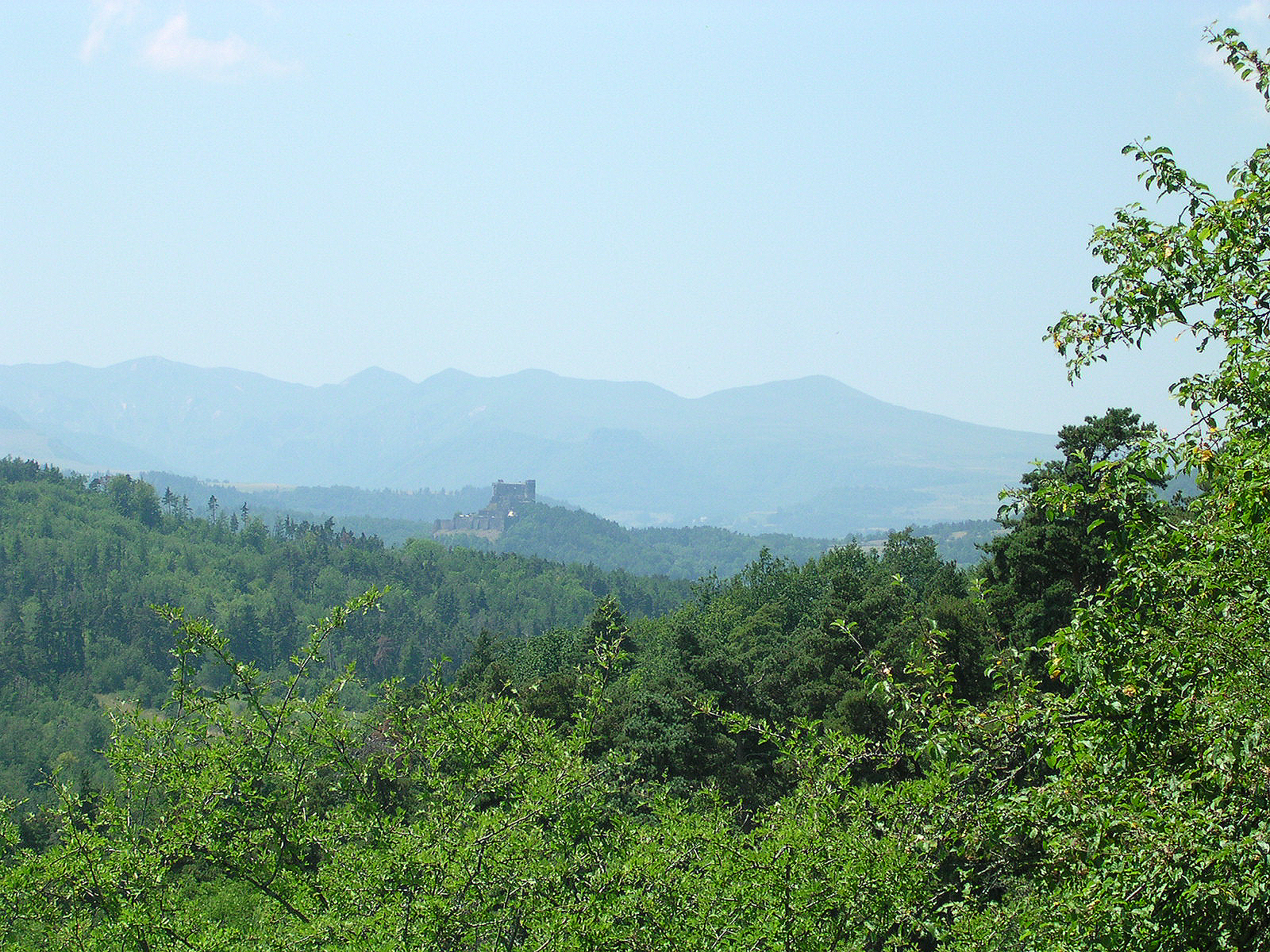
Castillo de Murol con el Pico de Sancy en segundo plano.

- El Vallée de Chaudefour es el resultado de la conjunción de dos circos de origen volcánico que fueron erosionados rápidamente en el cuaternario por un glaciar. Está considerado como una verdadera reserva ecológica. La fauna y la flora están protegidas (los perros están prohibidos), y hay, también, un manantial de agua ferruginosa.

- Las Roches Tuilière y Sandoire: dos antiguas chimeneas volcánicas unidas y separadas por un valle glaciar.

- La Roca Tuilière está constituida por columnas de forma prismática agavilladas de lava denominada traquita

- La Roca Sanadoire es de fonolita, de color gris, verde o parda, y resuena como el cristal cuando se frotan dos trozos entre sí, lo que provoca un eco de gran sonoridad. En el siglo XV había un castillo en la cumbre que sirvió de refugio durante la Guerra de los Cien Años

## Lagos

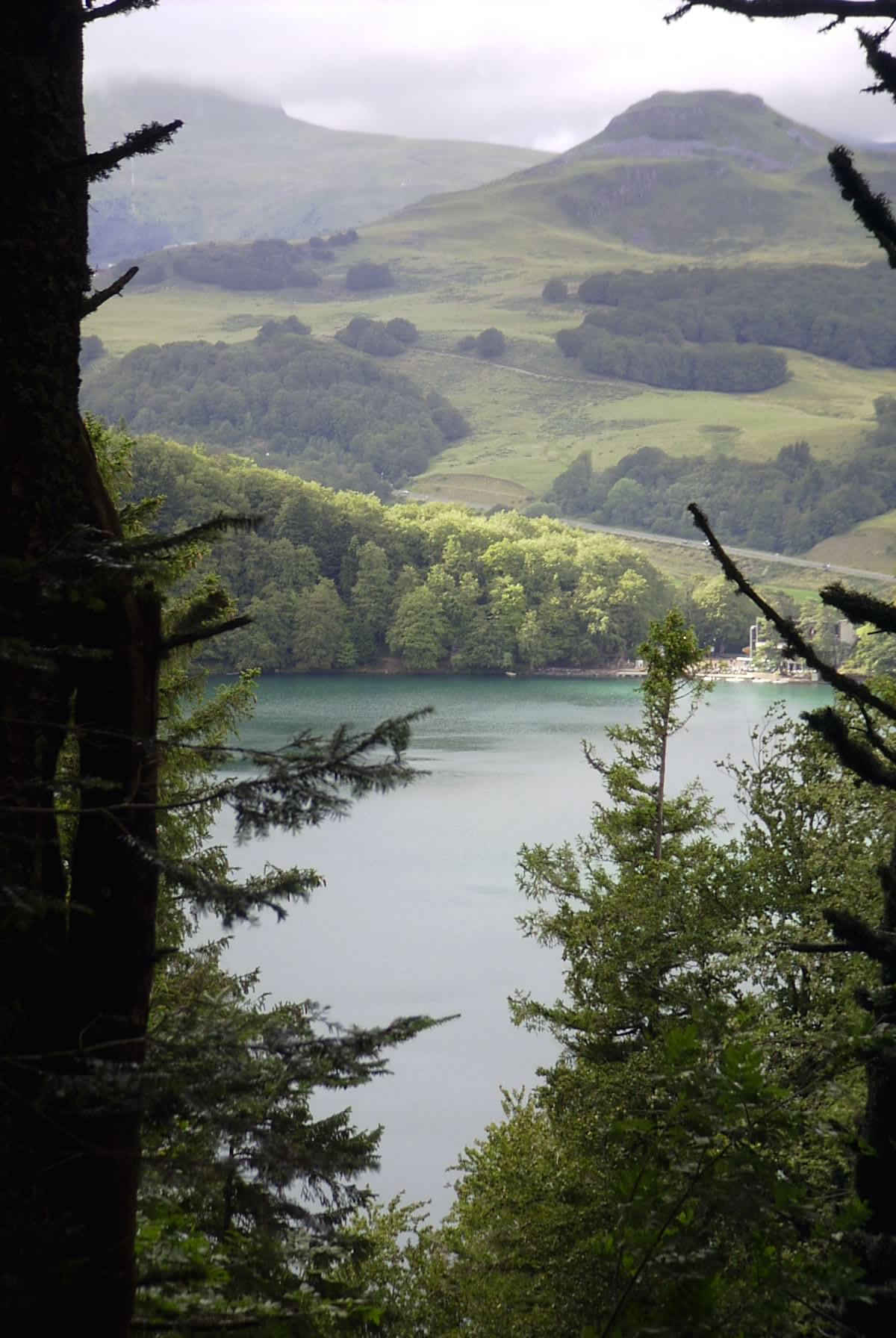
Lago Pavin

El macizo de los montes Dore está plagado de lagos de origen volcánico, algunos ocupan el cráter de un viejo volcán, otros proceden de los ríos cuyo curso fue detenido por la erupción del algún volcán, o surgido de una colada de lava. Los principales son:
- Lac Chambon, un lago volcánico embalsado artificialmente en la comuna  de Chambon-sur-Lac, a 877 m de altitud, con 12 m de profundidad y 60 ha de superficie;
- Lac Chauvet, un lago de cráter en la comuna  de Picherande, a 1176m de altitud, con 63 m de profundidad y 28ha de superficie;
- Lac de Guéry, un lago volcánico embalsado artificialmente en la comuna  de Mont-Dore, a 1244 m de altitud, con 16 m de profundidad y 25 ha de superficie;
- Lac de Montcineyre, un lago volcánico embalsado artificialmente en la comuna  de Compains, a 1175 m de altitud, con 18 m de profundidad y 40 ha de superficie;
- Lac Pavin, un lago de cráter en la comuna  de Besse-et-Saint-Anastaise], a 1197 m de altitud, con 96 m de profundidad y 44 ha de superficie;
- Lac de Servières, un lago de cráter  en la comuna  de Orcival, a 1202 m de altitud, con 26 m de profundidad y 15 ha de superficie.

También destacan otros lagos de origen glaciar. como:
- Lac de Bourdouze, un lago de origen glaciar en la comuna  de Besse-et-Saint-Anastaise, a 1174 m de altitud, con solo 3 m de profundidad y 37.44 ha de superficie.

## Aguas termales
En el macizo de los montes Dore hay numerosas fuentes termales, en las más conocidas se instalaron los balnearios a finales del siglo XIX:
- La Bourboule y el Mont-Dore; sus aguas son extremadamente arsenicales, lo que favorece el tratamiento de las vías respiratorias: asma, bronquitis crónica, etc.
- Saint-Nectaire, adecuado para el tratamiento de las afecciones renales, sus aguas pueden alcanzar una temperatura de 56 °C y las virtudes de las mismas son conocidas desde la Antigüedad

## Estaciones de esquí
- Chambon des Neiges; cerca del lago Chambon (1200 m – 1400 m) contaba con cañones de nieve. Esta estación de esquí fue cerrada en el año 2002.
- Mont-Dore; (1200 m – 1846 m), en la cara Norte del pico de Sancy y del pico Ferrand.
- Super Besse; (1300 m – 1846 m) en la cara Este del Puy Ferrand, se comunica con la precedente.

En los últimos años la nieve no ha estado en su estado óptimo para los esquiadores a causa del calentamiento climático y de la poca altitud de sus cumbres, especialmente si se relacionan con los Alpes.
- Datos: Q1475954
- Multimedia: Monts Dore / Q1475954